# Узана
Местността Вътро поле (до 29 юни 1942 г. Узана) се намира на територията на община Габрово, в подножието на връх Исполин (1523,40 m) (старото му име е връх Коруджа), в западната част на Шипченския дял на Средна Стара планина, в сърцето на България. Най-близкият изходен пункт към високопланинската поляна е град Габрово, който се намира само на 22 km по асфалтов път.
От 2009 г. местността е със статут на курортен комплекс. Тук се намира Географският център на България, който е измерен през 1991 г. Същата година е поставен знак, който отбелязва средата на територията на страната ни и представлява стилизирана форма на пирамида, оцветена в цветовете на националния трибагреник. От 2008 г. обектът е включен в Националното туристическо движение „100 национални туристически обекта“ под № 19 (в по-новите издания на книжката за печати – под номер 19 а), заедно с Етнографски музей на открито „Етър“, Национален музей на образованието и музей „Дом на хумора и сатирата" в град Габрово. Близостта с града дава възможност за посещението и на други културно-исторически обекти освен посочените – Соколският манастир, Архитектурно-исторически резерват „Боженци“. Печатът на обекта се намира в Посетителски информационен център „Узана“, който работи целогодишно и без почивни дни. За контакти: 0885 82 52 24; 0898 55 85 25.
Местността традиционно се свързва с възможностите за почивка и отдих сред природата. Тя е най-широката билна поляна в Стара планина и е обградена отвсякъде с вековни букови гори. Надморската ѝ височина варира от 1220 до 1350 m, като най-високата точка е връх Марков стол (1352 m). Местността е изходна точка за територията на два парка: на запад – Национален парк „Централен Балкан" и на изток – Природен парк „Българка“. Местността и регионът са подходящи за скално катерене и спелеология, пешеходни преходи, планинско колоездене.
Узана е популярен зимен курорт. В местността има осем писти, като най-голямата е с дължина 1300 m. Всички писти са съоръжени с влекове (два са тип „паничков“, останалите – със захват). Заснежената поляна е добро поле за кайт-бординг.
В курортния комплекс функционират следните места за настаняване:
- хижа „Узана“, хижа „Исполин“, „Горски дом“, туристическа спалня „Узана“
- хотел „Прима S“, къща за гости „Хлебна", хотел „Импулс“, семеен хотел „Географски център“[неработеща препратка], хостел „Партизанска песен“, хотел „Еделвайс“, семеен хотел „Балканци“

Природата в местността и региона е с висока степен на съхраненост, като се среща рядка флора и фауна, защитена в Червената книга. Местността е включена в рамките на Европейската и Национална екологични мрежи Натура 2000.
Узана привлича хората с чистия планински въздух, тишината и великолепната природа. През местността преминава международният туристически маршрут Е-3, свързващ Адриатическо с Черно море, който на територията на България е известен като туристически маршрут „Ком - Емине“. На запад той продължава към хижа „Мазалат“ и масива Триглав (2276 m), а на изток – към прохода Шипка и връх Хаджи Димитър (преди – връх Бузлуджа).
- Знакът, маркиращ географския център на България
- Узана през зимата с хотел „Еделвайс“
- Местността Узана и Триглав (2276 m)
- Панорамна снимка на Узана
- Поглед към Узана от връх Исполин